# Uhrynkiwzi
Uhrynkiwzi (ukrainisch Угриньківці; russisch Угриньковцы Ugrinkowzy, polnisch Uhryńkowce) ist ein Dorf im Süden der ukrainischen Oblast Ternopil mit etwa 600 Einwohnern (2001).

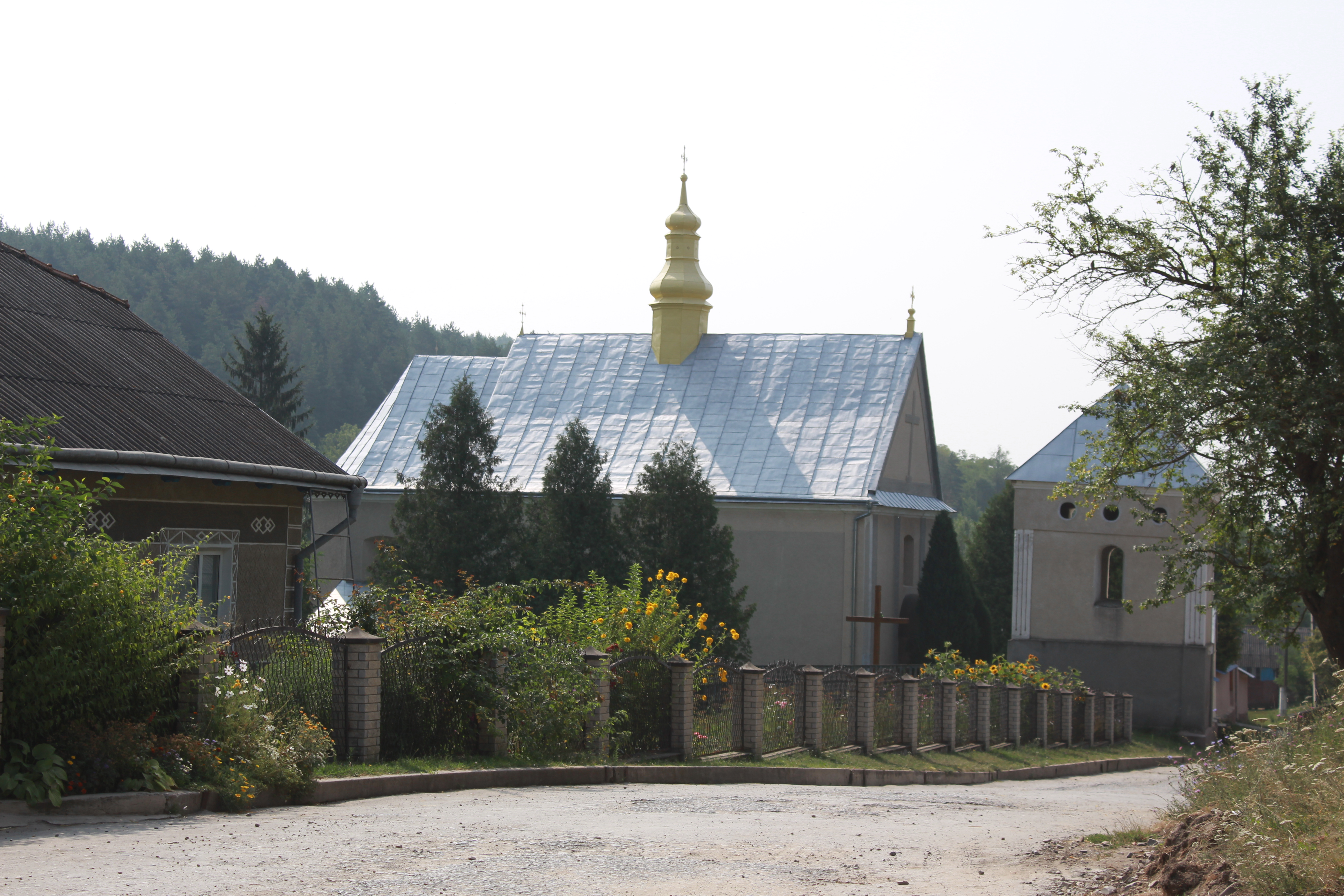
Denkmalgeschützte Maria-Himmelfahrt-Kirche in Uhrynkiwzi

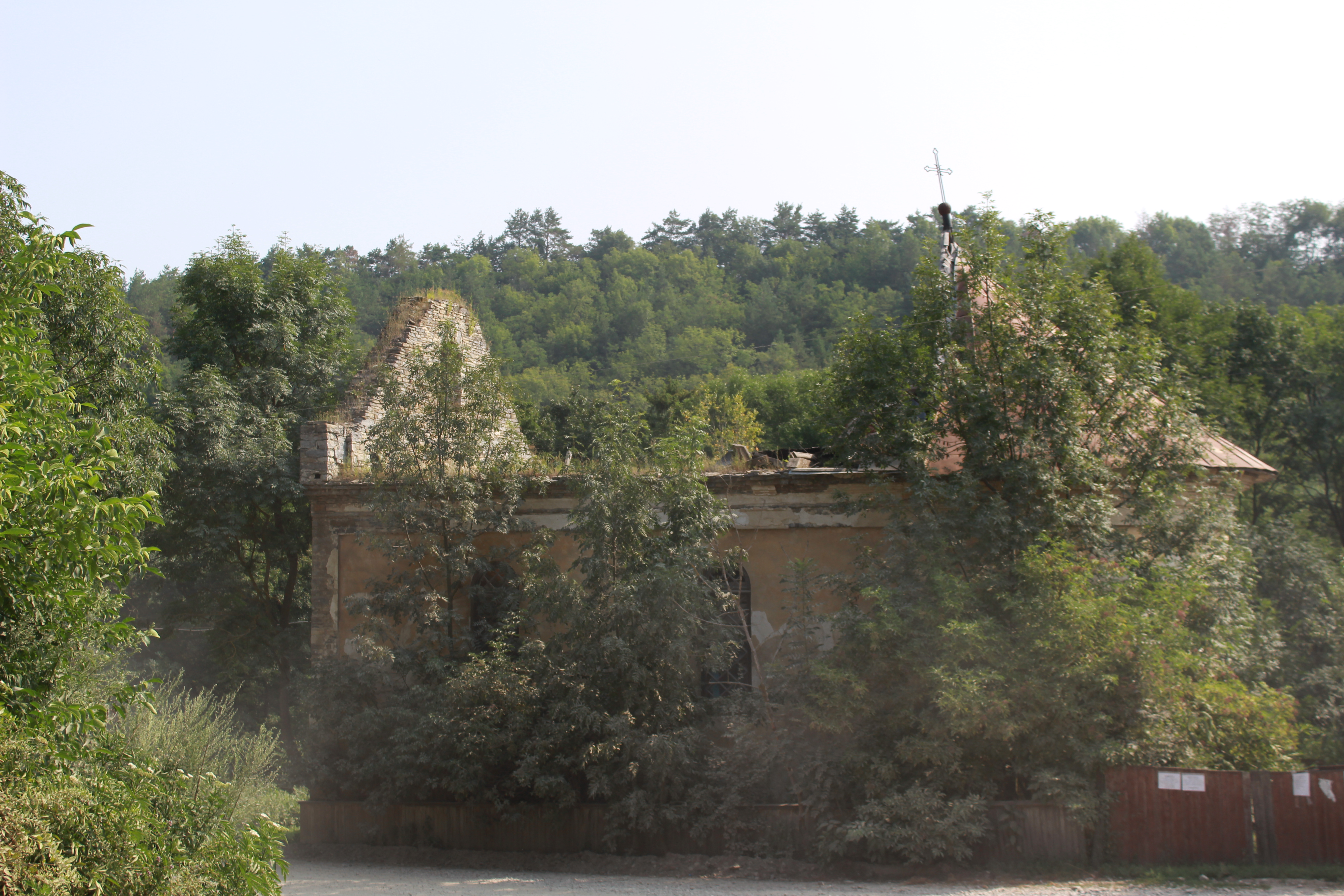
Kirchenruine der St-Jacek-Kirche von 1902

Das erstmals 1442 schriftlich erwähnte Dorf hatte 1900 1855 Einwohner, darunter 1237 griechische Katholiken, 356 römische Katholiken, 99 jüdischen Glaubens und 95 Deutsche. In den folgenden Jahren sank die Einwohnerzahl auf 1770  (1910), 1521 (1921) und 1600 Einwohner im Jahr 1931. Im Dorf befindet sich die denkmalgeschützte Maria-Himmelfahrt-Kirche von 1769.
Die Ortschaft liegt am Ufer der Tupa (Тупа), einem 44 km langen Nebenfluss des Seret, 15 km nördlich vom ehemaligen Rajonzentrum Salischtschyky und etwa 110 km südlich vom Oblastzentrum Ternopil.
Westlich vom Dorf verläuft die Fernstraße M 19/ E 85.
Am 12. Juni 2020 wurde das Dorf ein Teil der Stadtgemeinde Salischtschyky im Rajon Salischtschyky; bis dahin bildete es zusammen mit den Dörfern Chartoniwzi (Хартонівці) und Berestok (Бересток) die Landratsgemeinde Uhrynkiwzi (Угриньківська сільська рада/Uhrynkiwska silska rada) im Zentrum des Rajons Salischtschyky.
Am 17. Juli 2020 wurde der Ort Teil des Rajons Tschortkiw.